# Partido Nacionalista Demócrata (Rumanía)
El Partido Nacionalista Demócrata (en rumano: Partidului Naţionalist-Democrat) fue un partido político rumano de derecha y antisemita, fundado en 1910 por el famoso historiador Nicolae Iorga y el conocido antisemita, Alexandru C. Cuza, profesor de la Universidad de Iaşi.

## Historia
Fue una de las primeras formaciones rumanas con un programa antisemita explícito. Fundado en 1910 por el erudito historiador rumano  Nicolae Iorga y el rabioso teórico del antisemitismo y profesor de economía política y derecho, Alexandru C. Cuza, la formación surgió en un extenso ambiente antisemita, que incluía a figuras prestigiosas rumanas. Los dos partidos tradicionales, el Partido Conservador y el Partido Nacional Liberal, hicieron uso de él y esa actitud era apoyada por el monarca rumano del momento, Carol I. Era un sentimiento extendido en el país, como en otros de la Europa oriental de la época.
El partido, en particular, defendía la prohibición de la residencia de los judíos en el campo, su retirada del ejército, la implantación del numerus clausus y la "solución del problema judío mediante la eliminación de estos". Iorga matizó que el artículo del programa se refería a su deportación, no a su asesinato. La formación nunca fue un partido de masas, sino más bien una agrupación de personalidades alrededor de los dos fundadores del partido, como sucedió con otros grupos políticos de la época.
Entre 1919 y 1920 Iorga desempeñó el cargo de presidente de la asamblea nacional, como parte de la coalición de gobierno entre el PND, tercero en las elecciones de noviembre de 1919, tras sus aliados gubernamentales, el Partido Nacional Rumano (PNR), el campesino Partido Campesino de Mihalache.
Cuza, antisemita violento, se separó de Iorga en 1920 y creó el Partido Nacional Democristiano, que pasó a ser la Unión Nacional Cristiana y más tarde la LANC, precursora de otros grupos fascistas como la Guardia de Hierro. A pesar del alejamiento temporal de ambos y del rechazo de Iorga de los métodos violentos admitidos por Cuza, ambos mantuvieron su amistad y afinidad ideológica.
En 1925, tras un fallido intento del rey Fernando de unir el PNR y el PNL, el primero aumentó sus miembros al absorber al Partido Nacionalista Democrático, que se había destacado por sus actividades a favor de la Entente al comienzo de la guerra mundial y que incluía a otras personalidades como Constantin Argetoianu. Esta breve unión hizo que Iorga se convirtiese en presidente honorario del partido. 
El padre del futuro caudillo de la fascista Guardia de Hierro fue dirigente local de la formación.